# Georges Perroud
Pour les articles homonymes, voir Perroud.
Georges Perroud, né le 6 novembre 1941 à Fribourg et mort le 21 novembre 2023 à Sion, est un footballeur suisse.

## Biographie
Il commence une carrière de footballeur comme ailier gauche, tout d'abord au FC Cantonal Neuchâtel, en Suisse, puis au FC Sion. Il finit sa carrière au Servette FC, en 1972. Il totalise dix-huit sélections avec l'équipe suisse.
Georges Perroud meurt le 21 novembre 2023 à l'hôpital de Sion en Suisse à l'âge de 82 ans.